# Datenspeicher

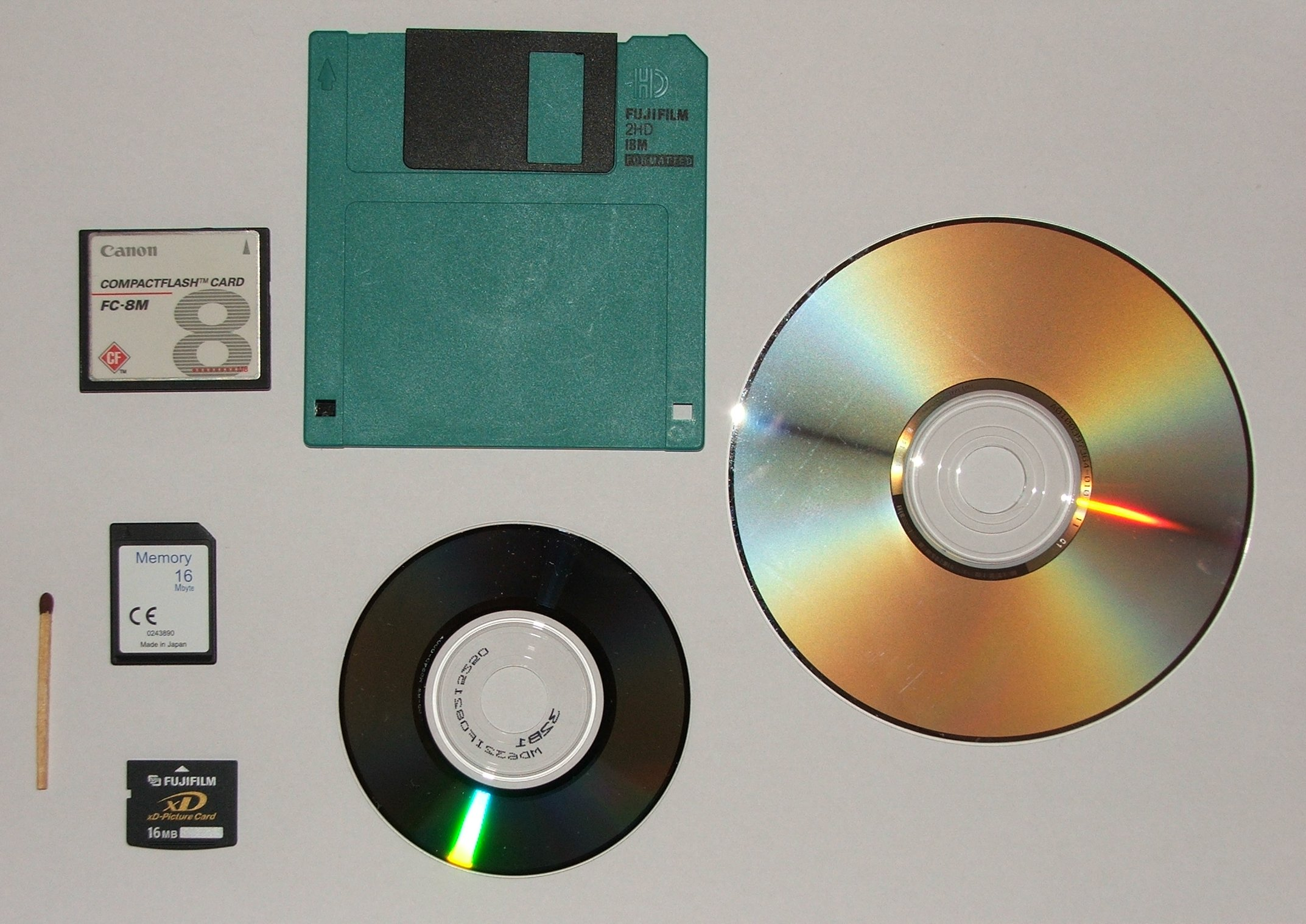
Einige Massenspeichermedien (Streichholz als Maßstab)

Ein Datenspeicher (englisch data storage) dient in der Datenverarbeitung zur Speicherung von Daten. Im engeren Sinne ist der Datenspeicher ein Element der Zentraleinheit eines Computers, das aus einer Vielzahl von Speicherzellen besteht und Arbeitsspeicher, Schnellspeicher und Register umfasst.

## Begriffsklärungen

### Datenträger/Speichermedium
Im weiteren Sinne bezeichnet man mit Datenträger oder Speichermedium transportable Medien, die als Datenspeicher dienen
- für Unterhaltung (Musik, Sprache, Film etc.), die mit Hilfe Wiedergabegeräten abgespielt oder auch gespeichert werden (Bildträger, Tonträger) und zur Unterscheidung von Datenspeichern auch Wechseldatenträger genannt werden, und
- für digitale Daten jeglicher Art, die von Computern bzw. Computeranlagen oder Peripheriegeräten nur gelesen oder auch geschrieben werden.

### Datenspeicher
- Datenspeicher für elektronische Geräte:
  - elektronische Bauteile (Halbleiterspeicher), die (oft eingebaut in elektronische Geräte) Daten speichern
  - Datenträger bzw. Speichermedien, die nur mit elektronischen Geräten gelesen oder beschrieben werden können, aber keine Halbleiterspeicher sind
- Sonstige Datenspeicher:
  - Schrift-/Printmedien (Bücher, Zeitungen, Papier, Glas, Tierhaut, Pergament, …)
  - Bildträger (Leinwand, Teppich, Mikrofilm, Fotofilm, …)
  - Tonträger (Schallplatten, Stiftwalzen, Magnetbänder (z. B. in Tonbandkassetten), …)

### Speicherart/Speicherform
- als Schrift, in der Sprache und Daten kodiert gespeichert sind; Sonderformen:
  - Musik kann in Notenschrift festgehalten sein.
  - Blindenschrift ist vor allem für haptische Wahrnehmung bestimmt.
- als (analoges) Bild, in dem ein (Ab-)Bild der realen oder der fiktiven Welt gespeichert wird: analoge Fotografien, Gemälde, Zeichnungen etc.
- als maschinell lesbare Kodierung (analog oder digital); es wird ein mechanisches, elektrisches oder elektronisches Gerät benötigt, um die Kodierung in eine für den Menschen verständliche physische Form zu wandeln:
  - mechanische Wandlung: z. B. Schallplatte mittels Grammophon
  - elektrische Wandlung: z. B. Musikkassette
  - elektronische Wandlung: z. B. CD, DVD, USB-Stick

## Nichttechnische Speicherung
Der Mensch speichert die Information von Hand auf oder mithilfe eines Trägermaterials. Sie ist daher ohne technische Vermittlung direkt wieder lesbar. Die Speicherung erfolgt ohne technische Vermittlung, abgesehen von einfachen Hilfsmitteln zum Führen mit der Hand, wie Messer oder Pinsel. Natürlicherweise können alle festen Materialien Träger von Zeichen, Schriften und Bildern sein.
Früher oder heutzutage gebräuchliche Materialien und Medien
- Papier (Blatt, Buch)
- Folien (Blatt)
- Kerbholz
- Rollen aus Papyrus und Pergament
- Tafeln aus Ton, Holz, Wachs, Stein (oft Schiefer)
- Stoffe und Webwaren (Bilder, Knotenschrift des Quipu)

Berühmte historische Beispiele sind: Teppich von Bayeux, Höhlenmalerei, Quipu, Abydos-Hieroglyphen und Schriftrollen vom Toten Meer

## Technische Speicherung
Die technische Speicherung umfasst alle Datenspeicher und Speichermedien, die nicht direkt mit den Sinnen gelesen oder eigenhändig erzeugt werden können. Es bedarf eines technischen Hilfsmittels, um die Daten zu speichern oder verständlich zu machen.

### Fotografische Speicherung
Chemo-optische Speicher, die durch einen chemischen Prozess Daten in Form von Lichtbildern (statischen und bewegten Bildern sowie Lichtton) speichern.
Die Speicherung auf Mikrofilm ist zurzeit immer noch die sicherste Archivierungsmethode. Zum Lesen ist nur ein Vergrößerungsgerät notwendig, Probleme mit der Dauerhaftigkeit von Formaten und Lesegeräten entfallen.
- Filme
- fotografische Papiere
- Mikrofilme
- Fotoleinen
- Fotoemulsion

### Mechanische Speicherung

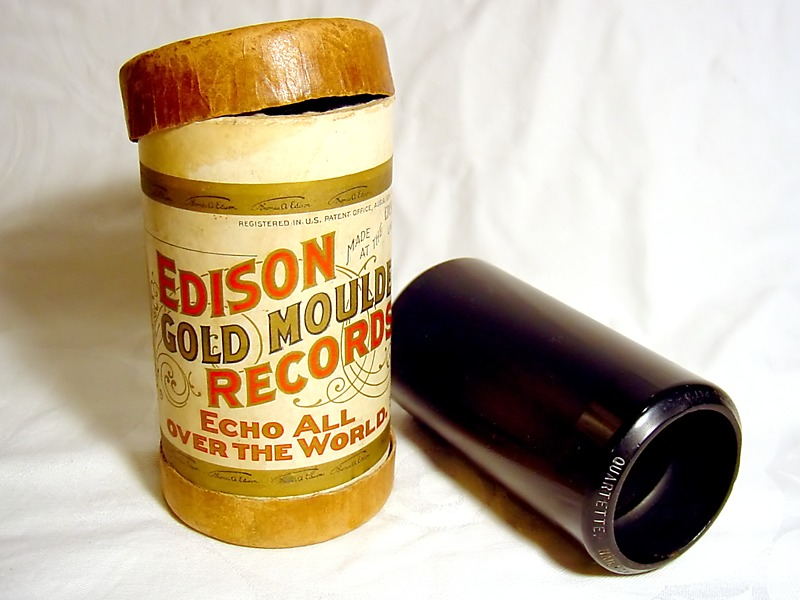
Edison-Hartgusswalze aus Wachs, ca. 1904

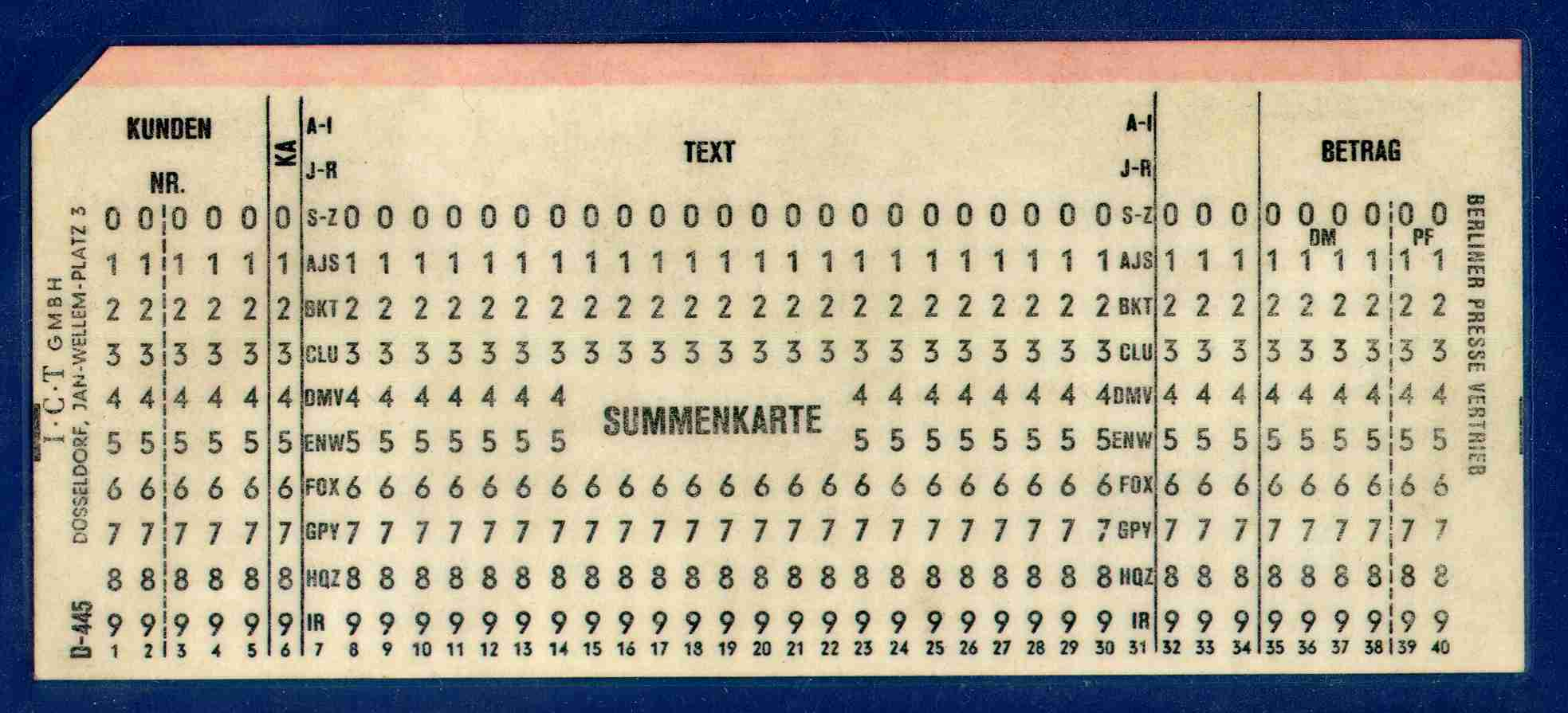
Lochkarte

Bei der mechanischen Speicherung werden die Daten großtechnisch mechanisch beschrieben, sie sind physisch (Vertiefungen bzw. Erhöhungen im Trägermaterial) auf das Speichermedium aufgebracht. Die gefertigten Speichermedien können nur gelesen werden. Beispiel: Eine CD-ROM entsteht durch einen Pressvorgang, als dessen Folge Vertiefungen (Pits) die Information tragen.
- Mechanischer Lesevorgang
  - analoge Medien
    - Phonographenwalze
    - LP (Langspielplatte)
    - Schellackplatte
    - Tonsteuerungsträger

  - digitale Medien
    - Lochkarte
    - Lochstreifen

- optischer Lesevorgang (Laser); nur bei „gepressten“ Medien – per Laser beschriebene Medien siehe „Optische Speicherung“.
  - analoge Medien
    - Laserplattenspieler

  - Digital oder Analog
    - Laserdisc

  - digitale Medien
    - Compact Disc
    - DVD
    - Blu-ray Disc
    - HD DVD

### Elektronische Speicherung – Halbleiterspeicher

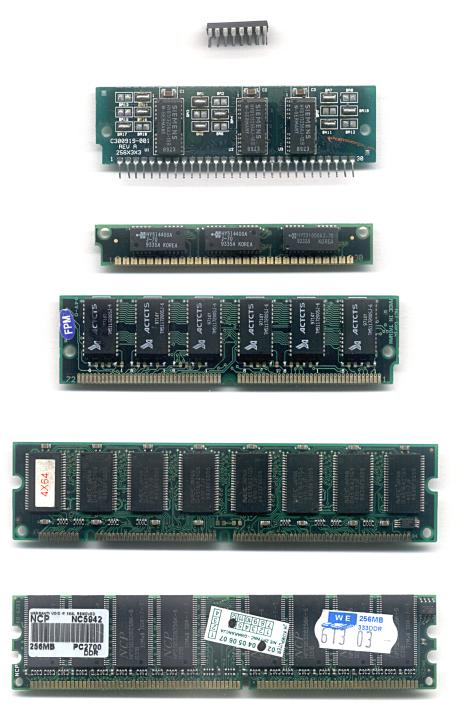
Verschiedene Typen von RAM-Speicherbauteilen bzw. -modulen

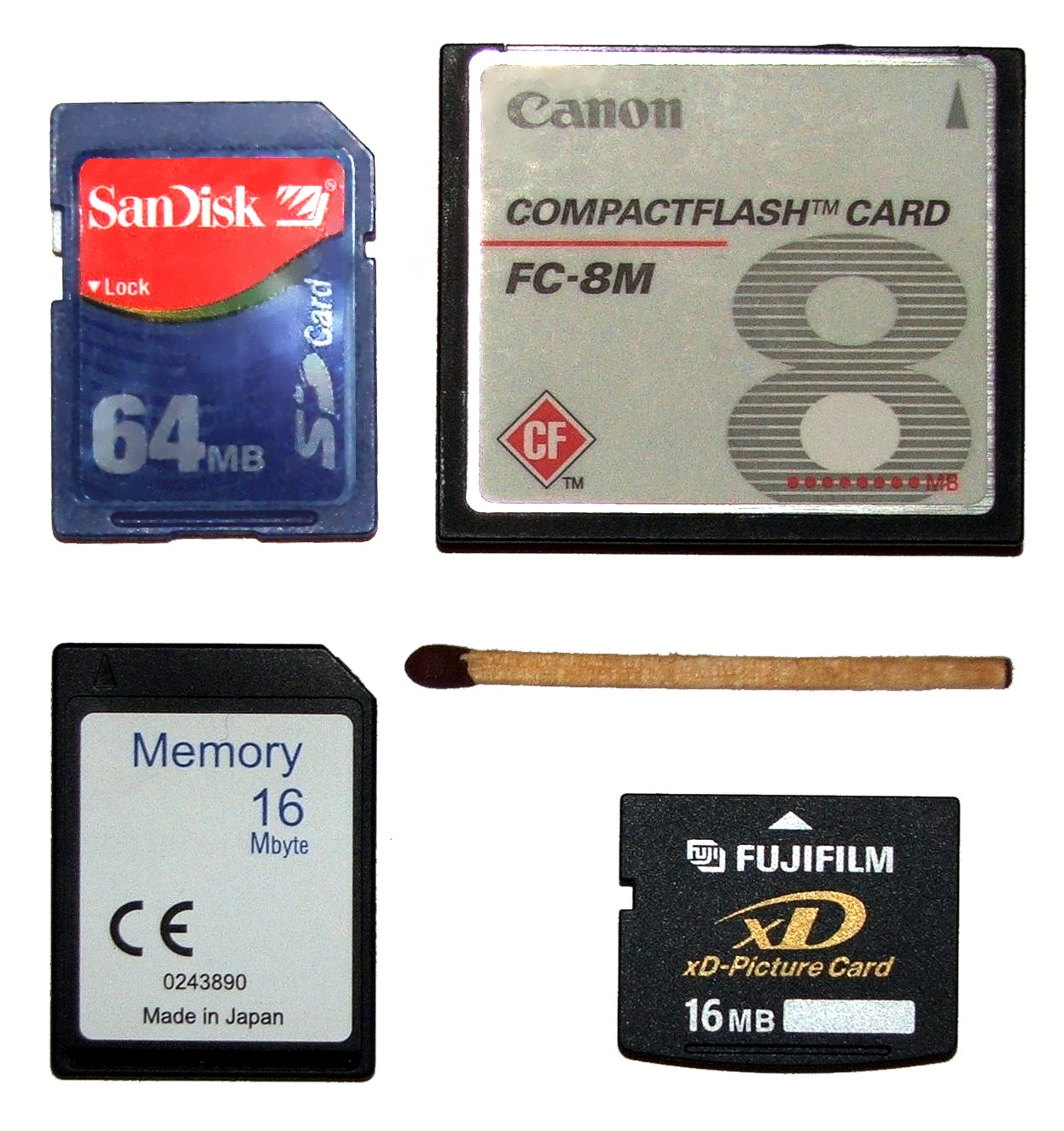
Größenvergleich verschiedener Flash-Speicherkarten

Unter der elektronischen Speicherung sind alle Speichermedien zusammengefasst, die Informationen in oder auf Basis von elektronischen (Halbleiter-)Bauelementen speichern. Dabei werden heute ausschließlich größere Bauteile mit mehreren Tausend oder Millionen Speichereinheiten in einem Bauteil zusammengefasst (Speicherbaustein). In der Regel enthalten diese Bauteile auch Elektronik zum Steuern und Verwalten des Speichers und bilden so einen integrierten Schaltkreis (IC), oder sie sind wichtiger Bestandteil des eigentlichen Schaltkreises, z. B. als Register oder Cache. Letztere werden vor allem, wenn es sich um erweiterte eingebaute Speicherfunktion handelt, als eingebetteter Speicher (engl. embedded memory) bezeichnet. Um die Information physisch zu speichern, kommen verschiedene Mechanismen zum Einsatz und können nach der Charakteristik der Datenhaltung unterschieden werden:
- flüchtige Speicher, deren Informationen verloren gehen, wenn sie nicht aufgefrischt werden oder wenn der Strom abgeschaltet wird,

und
- nicht-flüchtige Speicher, die Information längere Zeit (mindestens Monate) ohne Anliegen einer Betriebsspannung behalten. Sie werden nochmals unterteilt in:
  - permanente Speicher, in denen sich eine einmal gespeicherte oder festverdrahtete Information befindet, die nicht mehr verändert werden kann und
  - semi-permanente Speicher, die Informationen permanent speichern, in denen aber Informationen auch verändert werden können.

Diese Klassen von elektronischen Speichern können die Speichertypen zugeordnet werden:
- flüchtige Speicher:
  - DRAM, dynamisches RAM (dynamic random access memory)
  - SRAM (static random access memory)
- nicht-flüchtige Speicher:
  - permanente Speicher:
    - ROM (read only memory)
    - PROM (programmable read only memory)

  - semi-permanente Speicher:
    - EPROM (erasable programmable read only memory)
    - EEPROM (electrically erasable programmable read only memory)
    - Flash-EEPROM (z. B. USB-Speichersticks)
    - FRAM (ferroelectric random access memory)
    - MRAM (Magnetoresistive random access memory)
    - Phase-change RAM (phase-change random access memory)

Um elektronische Speichermedien lesen zu können, bedarf es auch technischer Hilfsmittel. Der Endanwender erhält daher die elektronischen Speichermedien in der Regel nicht als einzelnen Speicherbaustein, sondern bereits als kombiniertes Produkt:
- Im Fall von DRAM für die Anwendung als Arbeitsspeicher in Computern oder Peripheriegeräte werden mehrere Speicherbausteine auf einem Speichermodul kombiniert.
- Die für die Speicherung von Multimedia-Daten in mobilen Anwendungen beliebten Flash-Speicher kommen in vielfältigen, meist als Speicherkarte oder USB-Speicherstick ausgeführten Gehäusen, die neben dem eigentlichen Speicherbaustein auch Controller enthalten. Gleiches gilt für Solid-State-Drives, die ebenfalls Flash-Speicher nutzen, aber in einer anderen Gerätebauform mit anderen Schnittstellen geliefert werden.

### Magnetische Speicherung

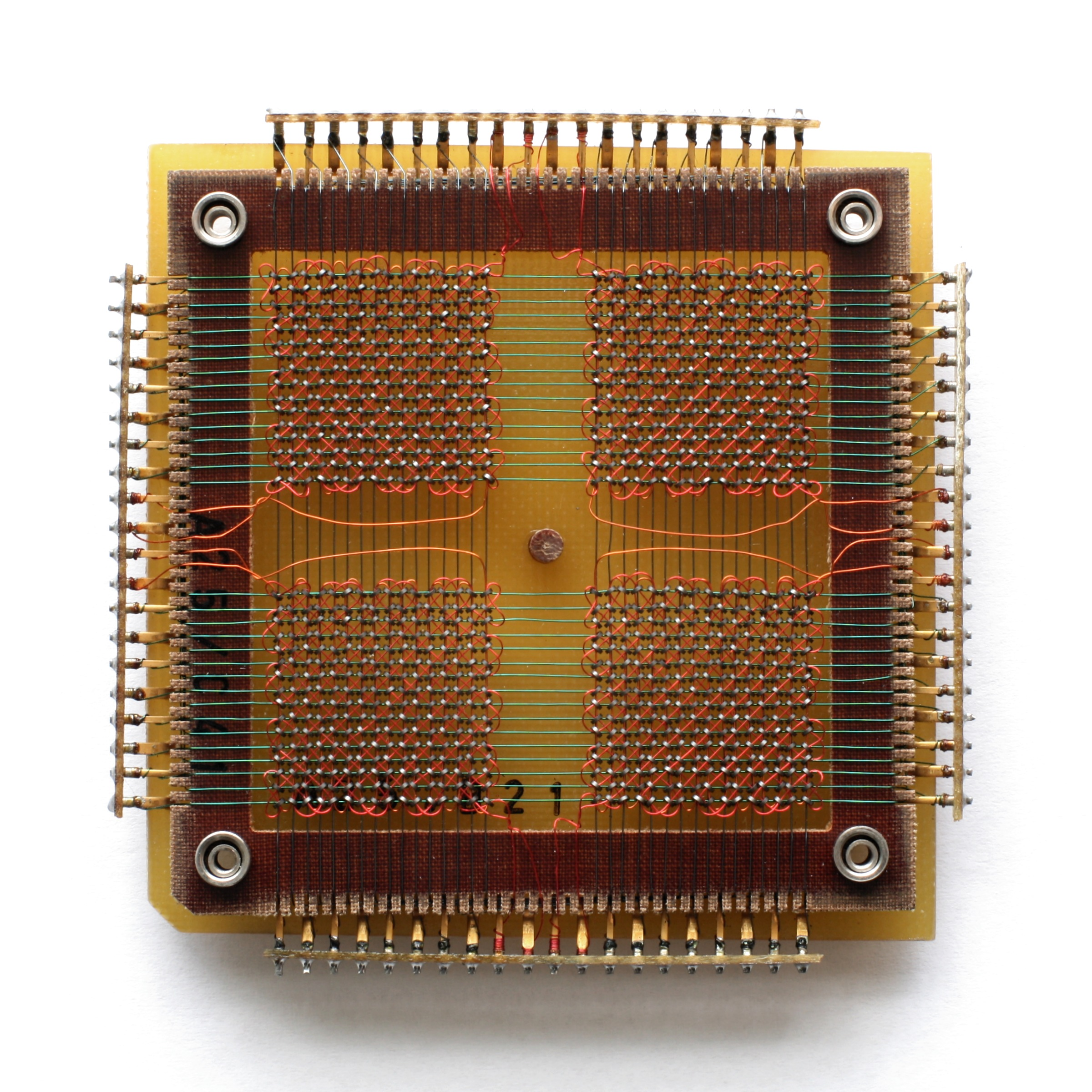
Historisches Kernspeicherelement

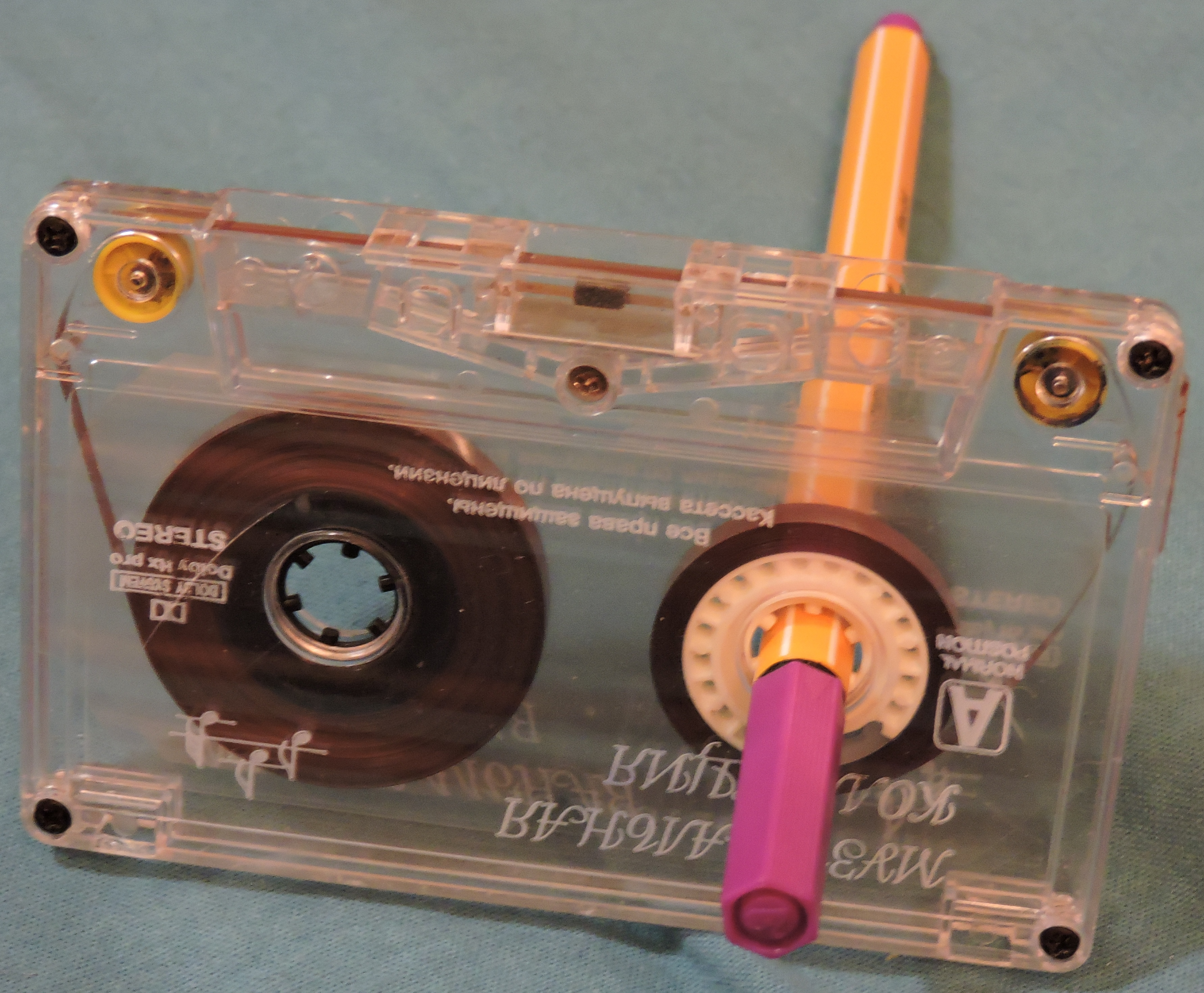
Musikkassette

Die magnetische Speicherung von Informationen erfolgt auf magnetisierbarem Material. Dieses kann auf Bänder, Karten, Papier oder Platten aufgebracht werden. Magnetische Medien werden (außer Kernspeicher) mittels eines Lese-Schreib-Kopfes gelesen bzw. beschrieben.
Es wird unterschieden zwischen rotierenden Platten(stapeln), die mittels eines beweglichen Kopfes gelesen bzw. beschrieben werden und nicht rotierenden Medien, die üblicherweise an einem feststehenden Kopf zum Lesen bzw. Beschreiben vorbeigeführt werden.
Ein weiteres Unterscheidungsmerkmal ist, ob auf dem Medium Daten üblicherweise analog, digital oder in beiden Formen gespeichert werden.

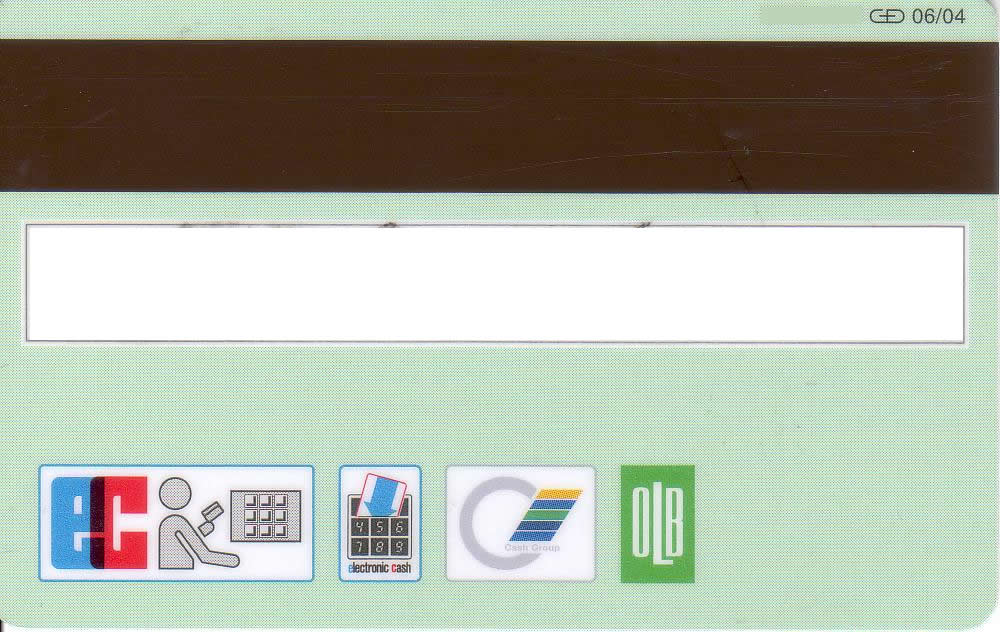
Bank-Karte

- magneto-elektronisch
  - digitale Medien
    - KernspeicherBank-Karte
- nicht rotierende Speichermedien
  - digitale Medien
    - Magnetband (z. B. DLT, DAT, Tonband (digital), Videoband (digital))
    - Magnetkarte
    - Magnetstreifen
    - Magnetblasenspeicher

  - analoge Medien
    - Tonband (Musikkassette)Musikkassette
    - Videoband
- rotierende Speichermedien
  - digitale Medien
    - Trommelspeicher
    - Platter (Festplattenlaufwerk)
    - DisketteDiskettenlaufwerk mit 3,5″ und 5,25″ Disketten
    - Wechselplatte z. B. Zip-Diskette

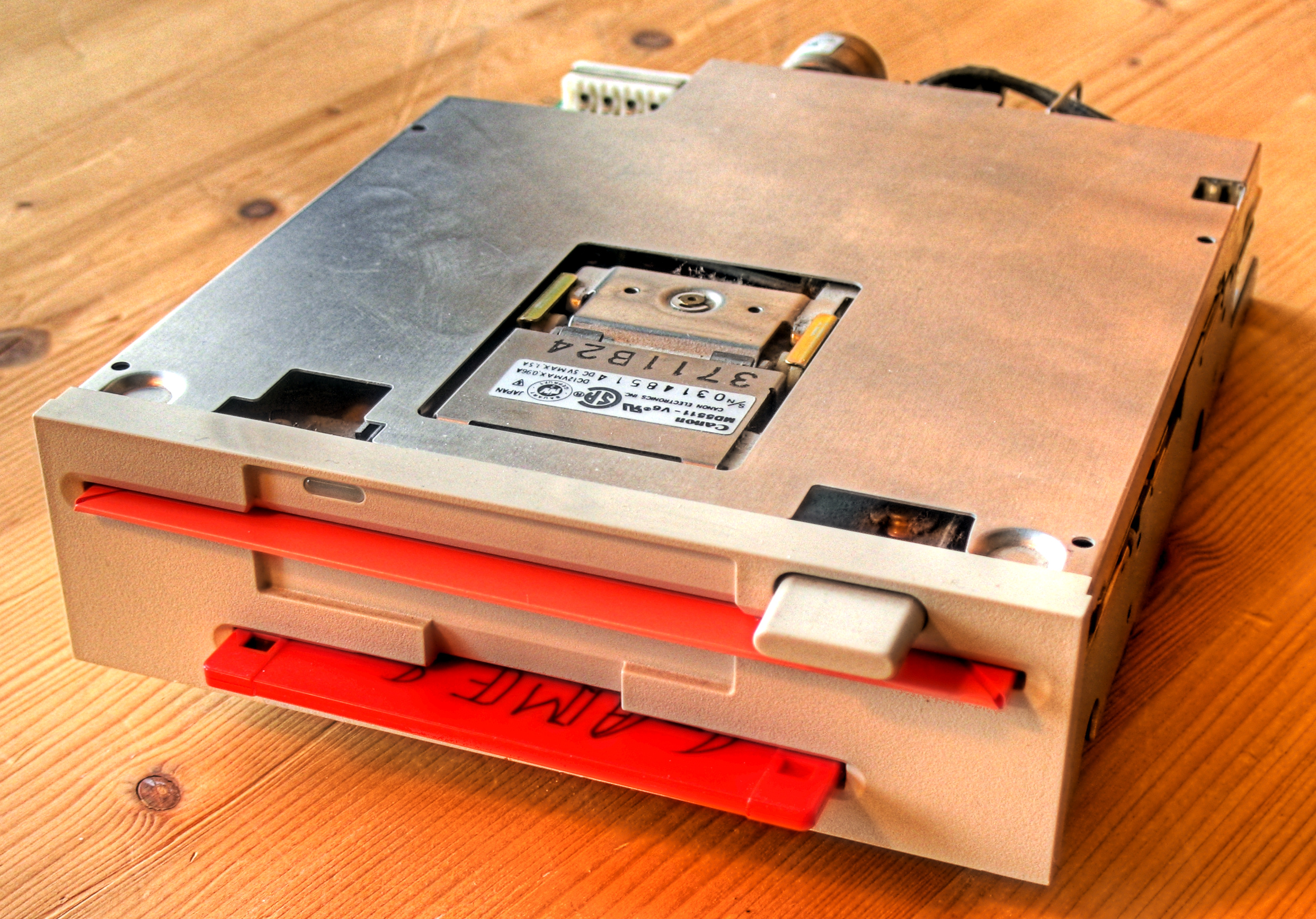
Diskettenlaufwerk mit 3,5″ und 5,25″ Disketten

Da beim Schreiben lediglich Magnetfelder umgelegt werden, sind anders als bei Flash-Datenträgern die Anzahl der Schreibzyklen unbegrenzt. Die Lebensdauer (nicht zu verwechseln mit der Datenhaltbarkeit) magnetischer Datenträger wie Festplatten ist lediglich durch den Verschleiß mechanischer Bauteile beschränkt.

### Optische Speicherung
Zum Lesen und Schreiben der Daten wird ein Laserstrahl verwendet. Die optische Speicherung nutzt dabei die Reflexions- und Beugungseigenschaften des Speichermediums aus, z. B. bei (nichtgepressten) CDs die Reflexionseigenschaften und bei holografischen Speichern die lichtbeugenden Eigenschaften. Die Speicherform ist heute ausschließlich digital.
- Holografischer Speicher, Formate: HVD
- Nicht rotierende Speichermedien
  - Optisches Band
  - Tesa-Film

Nachfolgende Medien nur als jeweils „nichtgepresste“ Varianten (gepresste siehe oben „Mechanische Speicherung“):
- Laserdisc
- PD
- CD, Unterformate: Audio-CD, CD-ROM, CD-R, CD-RW, SVCD, VCD, MVCD
- DVD, Unterformate: DVD-Video, DVD-Audio, DVD-ROM, DVD-RAM, DVD±R, DVD±RW
- DVD-Nachfolger: BD, HD DVD, UDO

Die langfristige Haltbarkeit von CD-ROM ist in Frage gestellt worden, als der Geologe Victor Cárdenes 2001 entdeckte,
dass ein spezieller Pilzbefall unter tropischen Bedingungen komplette CDs unbrauchbar machen kann.
In gemäßigten Breitengraden wurde das Phänomen bisher nicht beobachtet.
Es ist aber anzunehmen, dass es in Tropengebieten auf ähnliche Speichermedien wie DVD ebenfalls zutrifft.
Eine analoge optische Speicherung war der Lichtton alter Kinofilme, heute wird auch hier digital (wenngleich weiterhin optisch) gespeichert, sofern die Kinoprojektion nicht komplett auf digitales Kino umgestellt worden ist.

### Magneto-Optische Speicherung
Die Magneto-Optische Speicherung nutzt die Tatsache, dass einige Materialien oberhalb einer bestimmten Temperatur (Curie-Punkt) magnetisch beschreibbar sind. D. h. zum Schreiben wird das Medium punktuell aufgeheizt (meist mittels eines Lasers), und an dieser Stelle kann ein Magnetfeld dann die „Elementarmagnetchen“ ausrichten; beim Abkühlen fixiert sich ihr Zustand. Unterhalb dieser heißen Temperatur ist das Material kaum mehr ummagnetisierbar.
Der Speicherzustand kann optisch mit einem Laserstrahl ausgelesen werden, dabei wird der polare MOK-Effekt ausgenutzt. D. h. die aktuelle Ausrichtung der „Elementarmagnetchen“ an der Leseposition hat eine optische Auswirkung, welche zum Auslesen herangezogen wird – es wird also „magnetisch geschrieben“ aber „optisch gelesen“.
Siehe hierzu beispielsweise
- MiniDisc
- MO-Disk

### Sonstige Speicherung

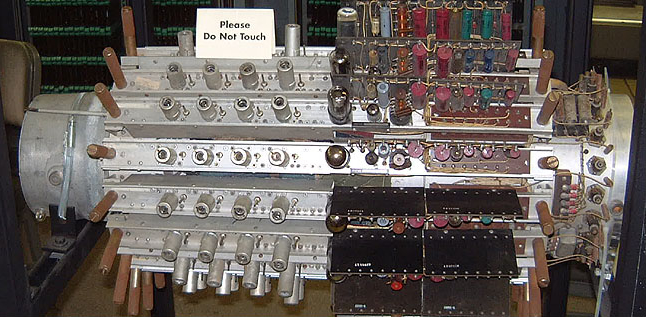
Quecksilber-Laufzeitspeicher des UNIVAC I (1951)

- Laufzeitspeicher basieren auf dem Prinzip der Endlosschleife und sind daher nicht Speicher im eigentlichen Sinne. Die elektrischen Signale, die die zu speichernden analogen oder digitalen Daten enthalten, werden stark verlangsamt, zum Beispiel durch Umwandlung in akustische Signale. Bei der Rückwandlung werden dann dieselben Signale beliebig oft wieder in die Leitung eingespeist und können zu einem festen, periodischen Zeitpunkt auch wieder als ausgelesener Wert verwendet werden.
- Speicherröhren, die auf Kathodenstrahlröhren basieren, wie zum Beispiel die Williamsröhre oder das Selectron, funktionieren ähnlich nach dem Verzögerungsprinzip der Laufzeitspeicher. Die stromlose Verzögerung oder Verlängerung der Signale wird hierbei durch das Anregen der Atome in einer Lumineszenzschicht erreicht, die genügend lang nachleuchtet.
- Relaisspeicher haben im Laufe der Computergeschichte kaum eine Rolle gespielt, waren allerdings die Grundlage für den ersten funktionsfähigen Digitalrechner Zuse Z3 sowie einige seiner Nachfolgemodelle.
- biologische Speicher unter anderem mit der künstlichen DNA von Deinococcus radiodurans-Bakterien[3]
- Molekularspeicher[4]
- atomare Speicher[5]

## Weitere mögliche Untergliederungs-Kriterien
- Speicherkapazität
- Datenübertragungsrate
- Zugriffszeit
- Zugriffsart: wahlfreier Zugriff oder sequentieller Zugriff
- Beschreibbarkeit: Schreib-Lese-Speicher oder Nur-Lese-Speicher
- Lebensdauer des Speichermediums
- Speicherform: Speicherung der Daten in digitaler oder analoger Form
- Mediumverwendung: Unterhaltungsmedien oder (Computer-)Datenmedien
- Verwendung elektronischer Lesegeräte/Schreibgeräte
- Lebensdauer der verwendeten elektronischen Lesegeräte/Schreibgeräte
- Datenformate
- Zeichenkodierung

## Abgrenzung
Datenspeicher und Datenträger werden manchmal als Synonyme angesehen, beide sind jedoch voneinander zu unterscheiden. Der Datenspeicher ist ein Element der Zentraleinheit eines Computers, das aus einer Vielzahl von Speicherzellen besteht und Arbeitsspeicher, Schnellspeicher und Register umfasst. Zur Unterscheidung von den in Computern eingebauten Festplatten werden die transportablen Datenträger auch Wechseldatenträger genannt.